# Viera Prokešová
Viera Prokešová (ur. 2 sierpnia 1957 w Bratysławie, zm. 31 grudnia 2008 tamże) – słowacka poetka, pisarka i tłumaczka.

## Życiorys
Prokešová urodziła się w Bratysławie, gdzie studiowała język słowacki i bułgarski na Uniwersytecie Komeńskiego. Przez rok pracowała jako producent w Teatrze Lalek w Nitrze. W 1982 roku rozpoczęła pracę jako redaktor w wydawnictwie Slovenský spisovateľ, gdzie pracowała prawie 20 lat. W 2000 roku rozpoczęła pracę w Instytucie Literatury Światowej w Słowackiej Akademii Nauk (Ústav svetovej literatúry SAV). Zmarła w Bratysławie w wieku 51 lat. 
W 1976 roku zaczęła publikowała wiersze w czasopismach literackich. Pierwszy zbiór wierszy ukazał się w 1984 roku. Otrzymała za niego nagrodę im. Iwana Kraski za najlepszą debiut literacki. Jej wiersze ukazywały się w przekładach na język niemiecki, bułgarski, francuski i łotewski. Prokešová tłumaczyła poezję bułgarską i francuską na słowacki, a także książki dla dzieci.

## Wybrane dzieła

### Poezja
- 1984 – Cudzia
- 1988 – Slnečnica
- 1992 – Retiazka
- 1998 – Pleť
- 2005 – Ihla
- 2007 – Vanilka

### Tłumaczenia
- 1980 – Vaťjo Rakovsk: Letiaci deň
- 1989 – Maâ Anatolʹevna Ganina: Kým žijem, dúfam
- 1989 – Josef Peterka: Autobiografia vlka
- 1990 – Bohémske noci (wybór poezji bułgarskiego symbolizmu)
- 1995 – Lilian Jackson Braun: Mačka, ktorá pozná farby
- 1997 – Jacques Prévert: Nové lásky
- 2006 – Dimitar Stefanov: Mesačné haiku
- 2007 – Lidija Dimkowska: Skrytá kamera